# Четырежды Герои Советского Союза
В настоящем списке представлены четырежды Герои Советского Союза. Список содержит даты Указов Президиума Верховного Совета СССР о присвоении звания, информацию о должности и воинском звании Героев на дату представления к присвоению звания Героя Советского Союза, местах рождения и смерти, годах жизни.
| Фото | Фамилия Имя Отчество         | Дата Указа                                  | Должность | Звание                                                                                    | Годы жизни, место рождения и смерти | БС ГС             |
| ---- | ---------------------------- | ------------------------------------------- | --- | ----------------------------------------------------------------------------------------- | --- | ----------------- |
|      | Брежнев Леонид Ильич         | 18.12.1966 18.12.1976 19.12.1978 18.12.1981 | С 7 мая 1960 года до 15 июля 1964 года — Председатель Президиума Верховного Совета СССР. Одновременно с 22 июня 1963 года — секретарь ЦК КПСС. На пленуме ЦК КПСС 14 октября 1964 года Л. И. Брежнев избран Первым секретарём ЦК КПСС и утверждён председателем Бюро ЦК КПСС по РСФСР. С 8 апреля 1966 года Л. И. Брежнев — Генеральный секретарь ЦК КПСС и член Политбюро ЦК КПСС, одновременно с 16 июня 1977 года — Председатель Президиума Верховного Совета СССР. 22 марта 1974 года генерал-лейтенанту Л. И. Брежневу присвоено воинское звание генерал армии, а 7 мая 1976 года — Маршал Советского Союза. | генерал-лейтенант Маршал Советского Союза Маршал Советского Союза Маршал Советского Союза | 6 (19) декабря 1906 или 19 декабря 1906 (1 января 1907), Каменское, Екатеринославская губерния, Российская империя — 10 ноября 1982 года, Москва, РСФСР, СССР | [ БС 1 ] [ ГС 1 ] |
|      | Жуков Георгий Константинович | 29.08.1939 29.07.1944 01.06.1945 01.12.1956 | С 6 июня 1939 года по апрель 1940 года командующий 1-й армейской группой советских войск в Монгольской Народной Республике. В годы Великой Отечественной войны командовал войсками Резервного, Ленинградского (10.09.1941 — 10.10.1941), Западного (10.10.1941 — 26.08.1942), 1-го Украинского (01.03.1944 — 16.05.1944) и 1-го Белорусского (16.11.1944 — 10.06.1945) фронтов, член Ставки Верховного Главнокомандования. С 26 августа 1942 года по июнь 1945 года 1-й заместитель наркома обороны и заместитель Верховного главнокомандующего. 18 января 1943 года генералу армии Жукову первому в годы Великой Отечественной войны было присвоено высшее воинское звание — Маршал Советского Союза. С 10 июня 1945 года по 21 марта 1946 года главнокомандующий Группой советских войск в Германии и главноначальствующий Советской военной администрации. С 21 марта по 9 июня 1946 года главнокомандующий Сухопутными войсками и заместитель министра Вооружённых Сил СССР. С 9 февраля 1955 года по 26 октября 1957 года министр обороны СССР. | комкор Маршал Советского Союза Маршал Советского Союза Маршал Советского Союза            | 19 ноября (1 декабря) 1896, деревня Стрелковка, Калужская губерния, Российская империя — 18 июня 1974 года, Москва, РСФСР, СССР                               | [ БС 2 ] [ ГС 2 ] |